# Alta fidelidad

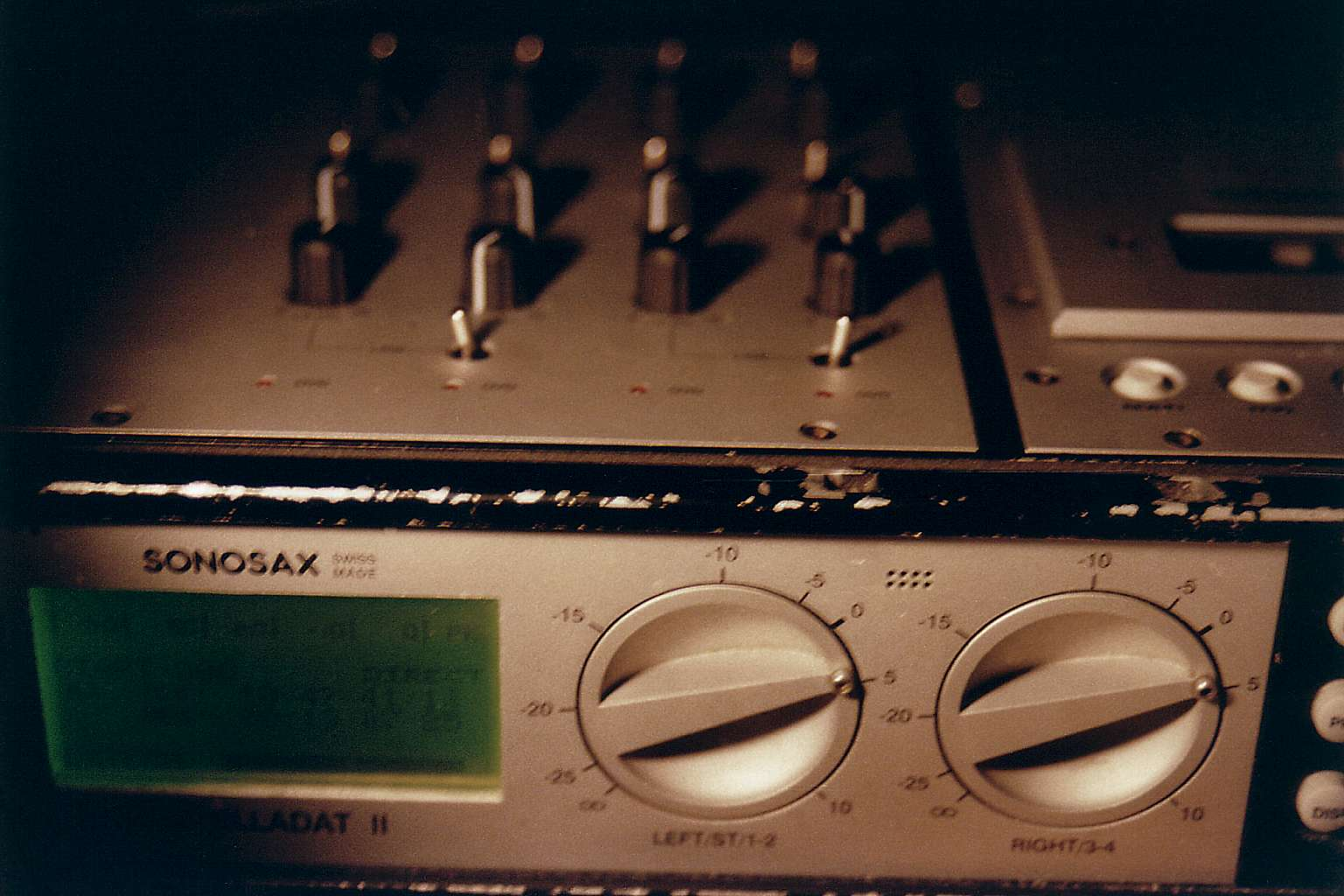
Un equipo de alta fidelidad Sonosax Stelladat II DAT-recorder (detalle).

La alta fidelidad (frecuentemente abreviada en inglés hi-fi) es una norma de calidad que significa que la reproducción del sonido o imágenes es muy fiel al original. La alta fidelidad pretende que los ruidos y la distorsión sean mínimos. El término «alta fidelidad» se aplica normalmente a todo sistema doméstico de razonable calidad, aunque algunos creen que intenta un criterio superior, y en 1973, la norma del Instituto Alemán de Normas DIN 45500 estableció requerimientos mínimos de las medidas de respuesta de frecuencia, distorsión, ruido y otros defectos y logró algún reconocimiento de las revistas de audio.

## Historia

### Los inicios
Durante la década de 1920 se introdujeron los amplificadores electrónicos, los micrófonos y la aplicación de principios cuantitativos a la reproducción del sonido. Gran parte de este trabajo pionero fue hecho en los Bell Laboratories y comercializados por Western Electric. Los álbumes registrados acústicamente con respuestas de frecuencia de picos caprichosos fueron reemplazados con discos grabados eléctricamente. El fonógrafo Victor Orthophonic, aunque puramente acústico, fue creado por ingenieros que aplicaron tecnología de guía de ondas al diseño de la trompa para producir una respuesta de frecuencia suave que complementaba e igualaba la de los discos Victor Orthophonic grabados eléctricamente.
Mientras tanto, el surgimiento de la radio significó una creciente popularidad para los altavoces y amplificadores de válvulas, de manera que hubo una anomalía durante un tiempo durante el cual los receptores de radio usaban comúnmente altavoces y amplificadores electrónicos para producir sonido, mientras que los fonógrafos eran todavía puramente acústicos y mecánicos. Posteriormente, los fonógrafos electrónicos estuvieron disponibles, como unidades sueltas o diseñadas para conectarse a las radios de los consumidores. El ahora imprescindible y omnipresente conector RCA, fue primeramente introducido por la Radio Corporation of America para este propósito.

### Los años 1950
Después de la II Guerra Mundial, algunas innovaciones crearon las condiciones para mejoras de la calidad de audio doméstico:
- La aparición del disco de 33 RPM (LP) con microsurcos en vinilo, con bajo ruido de superficie y curvas de ecualización especificadas cuantitativamente. Los entusiastas de música clásica, que eran los líderes de opinión en el mercado de audio, adoptaron rápidamente los LP porque, a diferencia de los discos más antiguos, la mayoría de las obras clásicas cabían en un solo LP.
- La radio FM, con mayor ancho de banda y menor suceptibilidad a la interferencia de señales y variaciones de la radio AM.
- Diseños mejores de los amplificadores, con más atención a la respuesta de frecuencia y mucho mayor potencia de salida, permitiendo la reproducción de los picos de audio sin distorsión.
- Altavoces con secciones separadas de frecuencias altas y bajas (tweeters y woofers), conectados a través de un circuito separador, y cajas cuidadosamente diseñadas.

Un párrafo aparte merece el desarrollo, en Reino Unido (a través de BBC) y sobre todo en la Alemania del Nacionalsocialismo (donde se produjeron notorios avances científicos y técnicos), de la nueva técnica electrónica a transistores que revolucionó la manera de concebir la manipulación del sonido, llevando la reproducción a un nivel impensado. Se cree que los estadounidenses, al invadir Alemania en 1944, pudieron llevarse los planos y placas de circuitos de los equipos de Alta Fidelidad alemanes (muy avanzados para su época) para luego aplicarlos y venderlos al mercado como sucedió con tantísimos desarrollos de los perdedores de la Segunda Guerra Mundial.
En los años 1950 el término «alta fidelidad» empezó a ser usado por fabricantes de equipos de audio como un término de mercadotecnia para describir discos y equipos que pretendían suministrar una reproducción fiel del sonido grabado en los estudios. Mientras que algunos consumidores los interpretaban simplemente como equipos modernos y caros, muchos otros quienes encontraron la diferencia de calidad entre hi-fi y las radios AM y los discos de 78 RPM comenzaron a comprar discos LP, tales como los New Orthophonic de RCA Victor, los FFRR (full frequency range recording) de Decca-London (hoy, parte de Universal Music) y los tocadiscos de alta fidelidad. Algunas personas prestaron atención a las características técnicas, y compraron componentes individuales, tales como tocadiscos separados, sintonizadores de radio, preamplificadores, amplificadores de potencia y altavoces. Algunos entusiastas armaron sus propios sistemas de altavoces. En los años 1950, la alta fidelidad se convirtió en un término genérico, de uso amplio aunque no precisara exactamente un nivel real de lo que hoy llamamos Hi-Fi.

### Los años 1960
Al final de los 1950 y al principio de los 1960, el desarrollo del disco Westrex monosurco dio origen a la próxima ola de mejoras en el audio doméstico. Coloquialmente, el término «estéreo» desplazó a «alta fidelidad». En el mundo del audiófilo, sin embargo, la alta fidelidad continuaba y continúa refiriéndose a la meta de la reproducción exacta del sonido y los recursos tecnológicos disponibles para este fin. Un tipo muy popular de sistema para reproducir música en los años 1970 y posteriormente es el centro de música integrado, el sucesor de los antiguos estereogramas o radiogramas. Aunque estos sistemas no eran técnicamente concebidos como equipos de alta fidelidad, algunos de estos fueron capaces de reproducir sonido con calidad aceptable. Esto se debía, sobre todo, a que en realidad las grabaciones a 4 pistas (2+2) producían un "falso stereo". Aún hoy pueden comprobarse esta característica en grabaciones hasta mediados de los años 60, como en las de The Beatles, donde si se anula un canal (derecho por ejemplo) desaparecen las voces, y si se anula el otro, reaparecen éstas pero desaparece la sección rítmica (bajo y batería). Esto se solucionará con el ensanchado de pistas y la mejor panelización (paneo) de las mismas, de un modo más repartido para lograr el verdadero Stereo que por fin, en los años 70, permitirá una apreciación tridemensional del sonido, llevándolo hasta lo real.

### Los años 1970
En estos años se logra el pico de calidad histórico en cuanto a fidelidad se refiere, amén de que varias empresas de electrónica de consumo comenzaron a ofrecer sistemas completos para el entretenimiento en el hogar junto con sistemas integrados, en los cuales la fuente principal de música eran los discos de LP (cada vez más fieles al sonido natural), junto con discos codificados de una manera especial para reducir el ruido. También se popularizan las cintas en casete, que sustituyen a los sistemas de carrete abierto en la practicidad de poder regrabar. Aparecieron los altoparlantes de tres (3) vías (triaxiales) que reproducen por separado los sonidos de las gamas bajas, medias y los agudas, además de popularizarse definitivamente los amplificadores a transistores y/o circuitos integrados con distorsiones muy pequeñas.
Aparecen experiencias de vanguardia en busca del verdadero sonido 3D, lo que lleva al mercado a ofrecer como opción a ello el Sonido Cuadrafónico (antecesor del 5.1 de hoy), mediante el cual el oyente se posiciona en medio de un cuadrado donde en cada ángulo se halla un bafle triaxial. Este sistema, costoso por supuesto, pretendía lograr un sonido envolvente que captara y reprodujera fielmente no solo los sondios principales sino también las reverberancias que podrían resultar de una ejecución en vivo en una sala determinada.
En el caso de los discos, los tocadiscos comenzaron a ser conocidos como tornamesas con modificaciones respecto a la anterior generación de equipos similares, por ser completamente modulares (racks), presentar baja vibración, con brazos de reproducción de baja masa para un mínimo desgaste de los discos, y que presentaban cartuchos de mínima distorsión con agujas multirradiales o piramidales para acoplarse perfectamente a la forma del surco de los discos y así extender su respuesta en frecuencia y evitar el desgaste de los mismos.

## Determinación de la alta fidelidad: pruebas de doble ciego

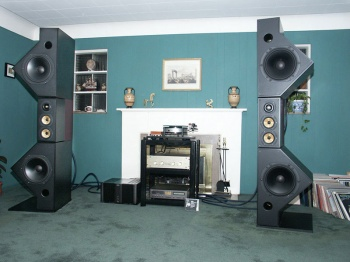
Sistema HiFi moderno

Su origen se encuentra en las pruebas doble ciego para la aprobación de nuevas medicinas desde 1960. Aunque las pruebas de ciego simple en altavoces habían sido usadas durante algunos años por Floyd E. Toole en el National Research Council de Canadá, la prueba de doble ciego de escucha de amplificadores fue descrita por primera vez en Estados Unidos por Daniel J. Shanefield en noviembre de 1974 en una publicación de la Boston Audio Society.
Una prueba ciega es aquella en que el sujeto que debe reconocer las diferencias ignora exactamente qué elemento escucha. Debe, por tanto, responder sin verse influido por estímulos visuales, marcas de equipos y medios y otros factores subjetivos. Las pruebas "doble-ciego" son aquellas en las que el que prepara y ejecuta la conmutación de equipos ignora también qué elementos selecciona con cada conmutación para la audición del sujeto. Esto impide que quien realiza las conmutaciones pueda consciente o inconscientemente influir en las decisiones del sujeto. Por otro lado, estas pruebas deben ser realizadas de modo que también eliminen otros factores indeseables tales como la intensidad sonora, por lo que el protocolo de la prueba debe incluir un meticuloso proceso de igualación de niveles de tensión entre los elementos a probar (con mucha frecuencia, diferencias leves en intensidad son interpretadas como diferencias cualitativas como consecuencia de que las curvas isofónicas no son paralelas entre sí).
Las pruebas ciegas normalmente se diseñan únicamente para probar que es posible distinguir un elemento de otro sin introducir otras consideraciones subjetivas. Asimismo, se pretende que los factores que hacen hipotéticamente posible distinguir un elemento de otro por su sonido sean de naturaleza estrictamente cualitativa, por lo que se deben eliminar los factores diferenciadores de naturaleza cuantitativa (nivel de tensión que se traducirá en nivel de intensidad sonora, etc.). Los factores cuantitativos como el nivel no se consideran factores diferenciadores relevantes en estas pruebas, toda vez que el nivel es un factor que siempre se puede compensar a voluntad en cualquier audición. Deben ser igualados, por tanto, para evitar que los elementos puedan ser distinguidos por esta razón exclusivamente.
Para demostrar la hipótesis "equipos diferentes" en una prueba ciega, es necesario que el número de aciertos del sujeto reconociendo qué equipo suena en cada ensayo (o etiquetando correctamente con "A" o "B") haga muy improbable la hipótesis alternativa del acierto por azar. Debe, por tanto, existir significancia estadística que resulta de aplicar un nivel de significación típico (aunque arbitrario) α<0,05, lo que significa que, por ejemplo, para una serie de 13 preguntas (de dos posibles respuestas válidas equiprobables, es decir, A o B) se requiera un mínimo de 10 aciertos (o 13 aciertos de 18 preguntas, o 20 de 30, etc.).
Esto fue referido posteriormente al público en general en la revista Audio Fidelity en marzo de 1980. La comparación de escucha de doble ciego es ahora un procedimiento normal en casi todos los profesionales de la rama del audio. Una versión frecuente de esta prueba es la prueba denominada "ABX", lo que significa la comparación de dos fuentes conocidas de audio cuando una de ellas es elegida al azar. La prueba y su equipo asociado las desarrolló Michigan Woofer and Tweeter Marching Society (SMWTMS), una organización semi profesional de Detroit, Estados Unidos que es muy activa en las pruebas doble ciego de nuevos componentes de audio. Por motivos evidentes de mercadotecnia, unos pocos fabricantes de equipos muy caros y ciertas publicaciones especializadas tratan de desprestigiar este tipo de pruebas con la pretensión de mantener una falsa justificación para un gasto fuerte y recurrente en este tipo de electrodomésticos. Una objeción frecuente a estas pruebas es que resultan agotadoras y esto hace difícil distinguir las "sutilezas" de equipos "superiores" que sólo escuchas prolongadas permiten percibir el verdadero sonido. La realidad es que se pueden diseñar pruebas con descansos y de duración prácticamente ilimitada para aquellos que objetan el cansancio.
Algunos metaanálisis han probado que la gran mayoría de las diferencias que los audiófilos afirman que existen entre equipos no son sino ilusiones, en ocasiones resultado de un intento por reducir la disonancia cognitiva que resulta tras un fuerte gasto aunque más frecuentemente como resultado de una prueba realizada en condiciones no controladas, es decir sin ajuste meticuloso de nivel de intensidad sonora, sin eliminar factores de sugestión, sin idéntico equipo auxiliar y entorno acústico, etc.

## Apariencia de realismo
Cuando la alta fidelidad se limitaba a la reproducción de sonido monofónico, una aproximación realista a lo que un oyente experimentaría en una sala de conciertos era limitada. Los investigadores se dieron cuenta tempranamente de que la manera ideal para tener una experiencia musical reproducida por un equipo de audio era a través de múltiples canales de transmisión, pero la tecnología no estaba disponible en ese momento. Por ejemplo, se descubrió que una representación realista de la separación entre intérpretes en una orquesta desde una posición de escucha ideal en la sala de concierto requeriría por lo menos tres altavoces para los canales frontales. Para la reproducción de la reverberación, por lo menos se requerirían dos altavoces detrás o a los lados del oyente.
El sonido estereofónico suministró una solución parcial al problema de crear alguna apariencia de la ilusión de intérpretes tocando en una orquesta, creando un canal fantasma central cuando el oyente se sienta exactamente en el medio de los dos altavoces frontales. Cuando el oyente se mueve levemente hacia un costado, sin embargo, este canal fantasma desparece o se reduce fuertemente. Un intento para suministrar la reproducción de la reverberación se probó en 1970 a través del sonido cuadrafónico, pero, otra vez, la tecnología en ese momento era insuficiente para la tarea. Los consumidores no querían pagar el costo adicional requerido en dinero y espacio para un mejoramiento marginal en el realismo. Con el incremento de la popularidad del cine en casa, sin embargo, los sistemas de reproducción multicanal se volvieron asequibles, y los consumidores se dispusieron a tolerar los seis a ocho canales de los equipos de cine en casa. Los avances realizados en los procesadores de sonido para sintetizar una aproximación de una buena sala de conciertos pueden ahora ofrecer una ilusión más realista de la escucha en una sala de conciertos.
En esa línea, la revolución se dio al respecto del manejo de las frecuencias más bajas. Hacia finales del siglo XX los expertos convencen al usuario de que no es necesario ya mantener juntos los altavoces de agudos/medios/graves en una misma caja. Se popularizan los tweeter independientes, sostenidos sonoramente por medios y woofers aislados entre sí, cosa permitida por una propiedad simpática del sonido de tender a unirse siempre. Es así que hoy día los sistemas 5.1 se sostienen en base al Subwoofer Activo, otra innovación de los últimos tiempos.

## Modularidad
Los sistemas medios o integrados contienen una o más fuentes tales como un reproductor CD, un sintonizador, o una reproductor de casete, junto con un preamplificador y un amplificador de potencia en una caja. Tales productos son generalmente despreciados por los audiófilos, aunque algunos fabricantes de alta gama tienen sistemas integrados. El entusiasta de alta fidelidad tradicional construirá un sistema con elementos separados, muchas veces de diferentes fabricantes especializados en un componente particular. Esto provee la máxima flexibilidad para cambios por elemento y permite crear en el audiófilo la ilusión de crear sinergias entre elementos o combinar lo que entiende que es la especialidad de cada fabricante.
Con una flexibilidad algo menor, un preamplificador y un amplificador de potencia en una caja es denominado amplificador integrado; con un sintonizador, es un receptor. Un amplificador monofónico de potencia es un monobloque. Otros módulos del sistema pueden incluir componentes tales como cartuchos, brazos, tocadiscos, reproductores DVD que reproducen una amplia variedad de discos incluyendo CD, grabadores CD, grabadores MiniDisc, grabadores de video de alta fidelidad (VCR), grabadores de cinta, ecualizadores, procesadores de señal, y subwoofers.
Esta modularidad permite al entusiasta gastar tanto como quiera en un componente que satisfaga sus necesidades específicas aunque suponga comprar un número mayor de elementos innecesariamente repetidos por equipo como fuentes de alimentación, chasis, elementos de la interfaz electrónica entre equipos, etc. En un sistema compuesto de elementos separados, a veces un fallo de un componente permite sin embargo el uso parcial del resto del sistema, algo que también puede ocurrir en uno integrado. Una reparación de un sistema integrado, sin embargo, significa una falta completa de uso del sistema. Otra ventaja de la modularidad es la posibilidad de gastar el dinero en unos pocos elementos básicos al principio, y posteriormente añadir componentes adicionales. A causa de todas estas ventajas de la manera modular de construir un sistema de alta fidelidad en vez de comprar un sistema integrado, los audiófilos casi siempre ensamblan sus sistemas con componentes separados, lo que no implica necesariamente costos mayores, aunque sí mayor complejidad y espacio requerido para los componentes.

## Equipos modernos
El equipo moderno de alta fidelidad incluye usualmente fuentes de señal tales como reproductores de CD y sintonizadores digitales (DAB), un amplificador, y altavoces. Algunos equipos modernos pueden conectarse digitalmente usando fibra óptica y cables TOSLINK y pueden tener puertos de USB y soporte de fidelidad inalámbrica (Wi-Fi) o Bluetooth.
Un componente moderno que está teniendo una rápida aceptación es el servidor de música, consistente en uno o más discos duros de ordenador que guardan música en forma de archivos tales como MP3. Si se guardan en formatos carentes de pérdidas tales como AIFF, o MQA, la reproducción mediante computadora de grabaciones de audio puede servir como una fuente audio de calidad aceptable para un sistema de alta fidelidad. Los formatos como MP3, son descritos como "formatos con pérdidas" ya que un estimado de 5/6 de señales ‘insignificantes’ se descarta. En tal caso, conviene que la compresión de mp3 no sea menor a 320 kbps, o similar. A menor cifra, menos datos en la reproducción, es decir, pérdida de material de origen.
Si el sistema de alta fidelidad incluye componentes como un reproductor de DVD, un proyector, o un televisor, entonces es llamado frecuentemente Home Theatre «cine en casa».